# Aeroporto di Alzate Brianza
L'Aeroporto di Alzate Brianza (ICAO: LILB) è un aeroporto italiano situato a 8 km a sud della città di Como, nel territorio del comune di Alzate Brianza. La struttura è intitolata alla memoria di Giancarlo Maestri.
Venne costruito nel 1969 per volontà di Egidio Galli e Riccardo Brigliadori? (con l'avallo dell'allora Sindaco Pierino Sala) pionieri italiani del volo a vela e da allora viene utilizzato principalmente per questa attività.
Dalla sua posizione facilmente si raggiunge la città di Como, vicini sono i collegamenti alla strada provinciale Briantea (Como-Bergamo) e alla ferrovia Como-Lecco.